# Polia obscurata
Polia obscurata är en fjärilsart som beskrevs av Otto Staudinger 1897. Polia obscurata ingår i släktet Polia och familjen nattflyn. Inga underarter finns listade i Catalogue of Life.